# Alomasoma rhynchollulus
Alomasoma rhynchollulus is een lepelworm uit de familie Bonelliidae.
De wetenschappelijke naam van de soort werd in 1981 door Datta-Gupta gepubliceerd.